# Новгудозеро
Новгудозеро — пресноводное озеро на территории Куганаволокского сельского поселения Пудожского района Республики Карелии. Находится на территории Водлозерского национального парка.

## Общие сведения
Площадь озера — 1,8 км², площадь водосборного бассейна — 91,7 км². Располагается на высоте 155 метров над уровнем моря.
Котловина ледникового происхождения.
Форма озера продолговатая: оно вытянуто с северо-запада на юго-восток. Берега изрезанные, каменисто-песчаные, часто заболоченные.
С западной стороны озера вытекает река Новгуда, приток реки Илексы, впадающей в Водлозеро.
С востока в Новгудозеро впадает река Мегеда.
Острова на озере отсутствуют.
Населённые пункты и автодороги вблизи водоёма отсутствуют.
Код объекта в государственном водном реестре — 01040100311102000019275.